# 다치바나노 기미나가
다치바나노 기미나가(일본어: 橘 公長, 생몰년도 미상)는 헤이안 시대 말기의 무장(武將) · 공경(公卿)이다. 관위는 우마노죠(右馬允).
기미나가의 출자는 분명하지 않지만, 크게 두 가지 설로 나뉜다. 하나는 덴교의 난(天慶の乱)에서 후지와라노 스미토모(藤原純友)를 진압한 다치바나노 토야스(橘遠保)의 자손이라는 설로 토야스에서 기미나가로 이어지는 계도도 존재한다. 다른 하나는 중앙귀족 다치바나 씨(橘氏)의 자손이라는 것으로, 산기(参議) ・ 다치바나노 요시후루(橘好古)의 손자 노리미쓰(則光)의 아들인 스에미치(季通)의 현손이라고 한다.

## 약력
궁마(弓馬)와 지모에 뛰어난 인물로, 원래 다이라노 도모모리(平知盛)의 게닌(家人)으로써 헤이케(平家)를 따랐으나 지쇼(治承) 4년(1180년) 12월에 헤이케와 손절하고, 동료였던 가가미 나가키요(加々美長清)의 중개로 미나모토노 요리토모(源頼朝)의 휘하로 들어갔다. 그는 과거 구리타쿠치(粟田口)에서 당시 미나모토노 다메요시(源為義)의 게닌이었던 사이토 사네모리(斎藤実盛)와 가타키리 가게시게(片切景重)와 분쟁이 벌어졌을 당시, 요리토모의 할아버지로 그 두 사람의 주군이었던 다메요시가 이 문제를 조정에 호소하지 않고 사이토 ・ 가타키리를 나무라며 기미나가 자신의 편을 들어주었던 일로 겐지 가문에 대한 은의를 잊지 않고 연척을 찾아 도토미 국(遠江国)으로 내려가 가마쿠라로 향했다고 한다. 한편 실제로는 가타키리 가게시게는 헤이지(平治) 원년(1159년)에 있었던 헤이지의 난(平治の乱)에서 전사했고, 다메요시는 그 이전인 호겐(保元) 원년(1156년) 호겐의 난(保元の乱) 직후에 처형되었기에 다치바나노 기미나가가 얽힌 분쟁이란 지쇼 4년(1180년)보다 훨씬 이전의 일로 보인다.
「교토에서 배운 자」(京に馴るるの輩)라는 이유로 요리토모에게 중용되었고 겐랴쿠(元暦) 원년(1184년) 앞서 헤이케의 일원이었으나 헤이케의 서국 낙향에 따르지 않고 교토에 남아서 요리토모에게 귀순해 우대받았던 다이라노 요리모리(平頼盛)의 교토 귀환을 맞아 열린 전별 잔치에 참석하였다. 그 뒤 미나모토노 요시쓰네(源義経)의 휘하에서 싸웠으며, 이듬해인 겐랴쿠 2년(1185년) 단노우라 전투(壇ノ浦の戦い)에서 헤이케가 멸망하고(기미나가의 옛 주군인 다이라노 도모모리는 바다에 투신했다) 포로가 된 헤이케의 총수 다이라노 무네모리(平宗盛)의 처형을 맡았으며, 이 일과 다이라노 시게히라(平重衡)의 죽음에 대해 가마쿠라의 요리토모에게 보고하였다. 『헤이케 이야기』(平家物語)「대신의 처형」(大臣殿被斬)에서는 당시 사람들이 기미나가가 한때 헤이케의 게닌이었음에도 그런 과거는 안중에도 없다는 듯 손바닥 뒤집듯 변절한 모습을 비판하였다고 한다.
기미나가의 자손은 히젠국(肥前国)으로 뻗어나가서, 둘째 아들인 기미나리(公業)가 잠시 영지로써 소유했던 오가시마(小鹿島)의 지명을 따서 오가시마 씨(小鹿島氏)로써 번영하였다.

## 계보
- 아버지 : 다치바나노 기미미쓰, 또는 기미노리, 기미미쓰, 기미시게
- 어머니 : 미상
- 아내 : 미상
  - 장남 : 다치바나노 기미타다(橘公忠, 깃타橘太)
  - 차남 : 다치바나노 기미나리(橘公業, 기치지橘次) - 자손은 오가시마 씨(小鹿島氏)
  - 아들 : 다치바나노 기미쓰네(橘公経)
  - 아들 : 다치바나노 기미나카(橘公仲)
  - 아들 : 다치바나노 기미타카(橘公高)?(＝ 구쓰노키 지로楠木四郎?)[8]

### 내용주
1. ↑  헤이안 중기의 구교(965~?)로 관직은 종4위상 무쓰노카미(陸奥守)까지 올랐다. 다치바나 씨의 우지노쵸자(氏長者)이기도 했으며, 무인 기질이 다분한 인물로써 《곤자쿠 이야기집》이나 《우지슈이 이야기》(宇治拾遺物語)에는 그가 밤길을 가다 도적의 습격을 당했으나 거꾸로 이를 물리쳤다는 이야기가 남아 있다. 여류 가인(歌人) 세이 쇼나곤의 남편으로도 알려져 있다.
2. ↑  미나토모노 요리토모의 할아버지.
3. ↑  원문에는 「片桐」로 되어 있다.

## 참고 문헌
- 후지타 세이이치(藤田精一) 『다치바나 씨 연구』(楠氏研究) (증정4판) 세키젠칸(積善館)、1938년. doi:10.11501/1915593。NDLJP:1915593。

## 같이 보기
- 아즈마카가미
- 헤이케 이야기